# Persone di nome Simone/Calciatori
| Questa pagina contiene informazioni ricavate automaticamente dalle voci biografiche con l'ausilio del template Bio e di un bot. L'aggiornamento è periodico e automatico e ricostruisce completamente la pagina. Se manca una persona in questa lista, sei pregato di non aggiungerla, ma accertati piuttosto che la sua voce biografica contenga il template Bio e che i dati anagrafici siano correttamente compilati. Se il template Bio manca, inseriscilo tu stesso o, in alternativa, metti l'avviso {{tmp\|Bio}} che ne segnala la mancanza. Se i dati riportati sono sbagliati, correggi direttamente la voce biografica; le modifiche saranno visibili in questa lista entro pochi giorni. Per chiarimenti vedi il progetto antroponimi. La lista contiene solo le 57 persone che sono citate nell'enciclopedia e per le quali è stato implementato correttamente il template Bio. Pagina aggiornata al 6 mag 2025. |

Questa è una lista di persone presenti nell'enciclopedia che hanno il nome Simone e sono calciatori.

## A(1)
- Simone Aresti, ex calciatore italiano (Carbonia, n. 1986)

## B(5)
- Simone Bastoni, calciatore italiano (La Spezia, n. 1996)
- Simone Benedetti, calciatore italiano (Torino, n. 1992)
- Simone Benedettini, calciatore sammarinese (San Marino, n. 1997)
- Simone Bianchi, ex calciatore sammarinese (n. 1971)
- Simone Branca, calciatore italiano (Busto Arsizio, n. 1992)

## C(5)
- Simone Calvano, calciatore italiano (Milano, n. 1993)
- Simone Canestrelli, calciatore italiano (Montepulciano, n. 2000)
- Simone Ciancio, calciatore italiano (Genova, n. 1987)
- Simone Colombi, calciatore italiano (Seriate, n. 1991)
- Simone Corazza, calciatore italiano (Latisana, n. 1991)

## D(4)
- Simone Dallamano, ex calciatore italiano (Castiglione delle Stiviere, n. 1983)
- Simone Davi, calciatore italiano (Bolzano, n. 1999)
- Simone Del Nero, ex calciatore italiano (Carrara, n. 1981)
- Simone Della Balda, ex calciatore sammarinese (n. 1972)

## E(3)
- Simone Edera, calciatore italiano (Torino, n. 1997)
- Simone Emmanuello, calciatore italiano (Chieri, n. 1994)
- Simone Erba, ex calciatore italiano (Monza, n. 1971)

## F(1)
- Simone Franciosi, calciatore sammarinese (n. 2001)

## G(7)
- Simone Ganz, calciatore italiano (Genova, n. 1993)
- Simone Ghidotti, calciatore italiano (Toscolano Maderno, n. 2000)
- Simone Giordano, calciatore italiano (Genova, n. 2001)
- Simone Gozzi, calciatore italiano (Reggio nell'Emilia, n. 1986)
- Simone Grippo, ex calciatore svizzero (Ettingen, n. 1988)
- Simone Guarneri, ex calciatore italiano (Asola, n. 1976)
- Simone Guerra, calciatore italiano (Piacenza, n. 1989)

## I(1)
- Simone Iacoponi, calciatore italiano (Pontedera, n. 1987)

## L(2)
- Simone Lo Faso, calciatore italiano (Palermo, n. 1998)
- Simone Loria, ex calciatore italiano (Torino, n. 1976)

## M(4)
- Simone Marsili, calciatore italiano (Foligno, n. 1933 - † 2013)
- Simone Mazzocchi, calciatore italiano (Milano, n. 1998)
- Simone Missiroli, ex calciatore italiano (Reggio Calabria, n. 1986)
- Simone Muratore, ex calciatore italiano (Cuneo, n. 1998)

## P(8)
- Simone Pafundi, calciatore italiano (Monfalcone, n. 2006)
- Simone Palermo, calciatore italiano (Roma, n. 1988)
- Simone Palombi, calciatore italiano (Tivoli, n. 1996)
- Simone Pasa, calciatore italiano (Montebelluna, n. 1994)
- Simone Pecorini, calciatore italiano (Milano, n. 1993)
- Simone Perrotta, ex calciatore italiano (Ashton-under-Lyne, n. 1977)
- Simone Pontisso, calciatore italiano (San Daniele del Friuli, n. 1997)
- Simone Paolo Puleo, ex calciatore italiano (Milano, n. 1979)

## R(5)
- Simone Rabbi, calciatore italiano (Bologna, n. 2001)
- Simone Rapp, calciatore svizzero (Cugnasco, n. 1992)
- Simone Rizzato, ex calciatore italiano (Terracina, n. 1981)
- Simone Romagnoli, calciatore italiano (Cremona, n. 1990)
- Simone Rota, calciatore filippino (Parañaque, n. 1986)

## S(6)
- Simone Salviato, calciatore italiano (Padova, n. 1987)
- Simone Santi, calciatore sammarinese (Città di San Marino, n. 2004)
- Simone Santoro, calciatore italiano (Messina, n. 1999)
- Simone Scuffet, calciatore italiano (Udine, n. 1996)
- Simone Sereni, ex calciatore italiano (Montevarchi, n. 1968)
- Simone Sini, calciatore italiano (Sesto San Giovanni, n. 1992)

## T(1)
- Simone Trimboli, calciatore italiano (Lavagna, n. 2002)

## V(3)
- Simone Verdi, calciatore italiano (Broni, n. 1992)
- Simone Veronese, ex calciatore italiano (Milano, n. 1974)
- Simone Villanova, ex calciatore italiano (Valdobbiadene, n. 1984)

## Z(1)
- Simone Zaza, ex calciatore italiano (Policoro, n. 1991)